# وودلاون (ویسکانسین)
وودلاون (به انگلیسی: Woodlawn) یک منطقهٔ مسکونی در ایالات متحده آمریکا است که در شهرستان فارست، ویسکانسین واقع شده‌است. وودلاون ۴۷۹٫۱۵ متر بالاتر از سطح دریا واقع شده‌است.